# Deutsche Poolbillard-Jugendmeisterschaft
Die Deutsche Poolbillard-Jugendmeisterschaft ist ein jährlich ausgetragener Poolbillard-Wettbewerb. Dabei werden die Deutschen Meister der Altersklassen U-19 und U-17 der Juniorinnen und Junioren in den Disziplinen 14/1 endlos, 8-Ball, 9-Ball und 10-Ball ermittelt. Der 10-Ball-Wettbewerb wird erst seit 2011 ausgetragen. Seit 2015 gibt es bei den Juniorinnen keine U-17-Wettbewerbe mehr. Seit 2009 findet die Jugendmeisterschaft in der Sporthalle der ENSE-Schule in Bad Wildungen statt.
Joshua Filler (2011), Doris Kellerer (2014) und Kevin Schiller (2015) gelang es, die Titel in allen vier Disziplinen zu gewinnen.

## Deutsche Jugend-Meister
Im Folgenden sind die Deutschen Jugend-Meister und die Finalisten seit 2010 angegeben.

### U-19-Junioren
| Jahr | 14/1 endlos        | 14/1 endlos          | 8-Ball             | 8-Ball             | 9-Ball             | 9-Ball             | 10-Ball            | 10-Ball           |
| Jahr | Sieger             | Finalist             | Sieger             | Finalist           | Sieger             | Finalist           | Sieger             | Finalist          |
| ---- | ------------------ | -------------------- | ------------------ | ------------------ | ------------------ | ------------------ | ------------------ | ----------------- |
| 2010 | Marlin Köhler      | Manuel Ederer        | Lars Kuckherm      | Marlin Köhler      | Manuel Ederer      | Marlin Köhler      | –                  | –                 |
| 2011 | Manuel Ederer      | Julian Kortüm        | Lars Kuckherm      | Manuel Ederer      | Manuel Ederer      | Lars Kuckherm      | Christian Schmidt  | Lars Kuckherm     |
| 2012 | Finn Eschment      | Nino Andreuzzi       | Finn Eschment      | Tobias Bongers     | Tobias Bongers     | Joel Kaczor        | Tobias Bongers     | Nino Andreuzzi    |
| 2013 | Sven Hagen         | Ricardo Gutjahr      | Tobias Bongers     | David Vu           | Ricardo Gutjahr    | Johannes Halbinger | Nino Andreuzzi     | Tobias Bongers    |
| 2014 | Joshua Filler      | Raphael Wahl         | Raphael Wahl       | Jannik Schmitt     | Joshua Filler      | Florian Züwert     | Joshua Filler      | Dennis Bolten     |
| 2015 | Raphael Wahl       | Joshua Filler        | Joshua Filler      | Florian Züwert     | Can Salim-Giasar   | Jannik Schmitt     | Pascal Bruckmann   | Jannik Schmitt    |
| 2016 | Patrick Hofmann    | Nicolas Georgopoulos | Kevin Schiller     | Hermann Hoyh       | Kevin Schiller     | Tayfun Teber       | Patrick Hofmann    | Justin Dürig      |
| 2017 | Kevin Schiller     | Luca Menn            | Leon Kohl          | Pete Herman        | Patrick Hofmann    | Kevin Schiller     | Kevin Schiller     | Hermann Hoyh      |
| 2018 | Christian Fröhlich | Alen Salic           | Luca Menn          | Christian Fröhlich | Christian Fröhlich | Alen Salic         | Christian Fröhlich | Pete Herman       |
| 2019 | Christian Fröhlich | Boris Ivanovski      | Christian Fröhlich | Julian Schreck     | Niklas Dohr        | Christian Fröhlich | Christian Fröhlich | Marcel Brünnemann |

### U-17-Junioren
| Jahr | 14/1 endlos          | 14/1 endlos        | 8-Ball            | 8-Ball             | 9-Ball           | 9-Ball               | 10-Ball            | 10-Ball              |
| Jahr | Sieger               | Finalist           | Sieger            | Finalist           | Sieger           | Finalist             | Sieger             | Finalist             |
| ---- | -------------------- | ------------------ | ----------------- | ------------------ | ---------------- | -------------------- | ------------------ | -------------------- |
| 2010 | Finn Eschment        | Tobias Bongers     | Finn Eschment     | Jan-Henrik Wolf    | Tobias Bongers   | Patrick Mowitz       | –                  | –                    |
| 2011 | Joshua Filler        | Tobias Bongers     | Joshua Filler     | Alexander Großmann | Joshua Filler    | Johannes Halbinger   | Joshua Filler      | Nino Andreuzzi       |
| 2012 | Joshua Filler        | Can Salim-Giasar   | Joshua Filler     | Dennis Bolten      | Raphael Wahl     | Joshua Filler        | Joshua Filler      | Can Salim-Giasar     |
| 2013 | Florian Züwert       | Raphael Wahl       | Can Salim-Giasar  | Joshua Filler      | Joshua Filler    | Florian Züwert       | Can Salim-Giasar   | Kevin Schiller       |
| 2014 | Nicolas Georgopoulos | Hermann Hoyh       | Patrick Hofmann   | Johannes Schmitt   | Johannes Schmitt | Patrick Hofmann      | André Krohn        | Nicolas Georgopoulos |
| 2015 | Kevin Schiller       | Hermann Hoyh       | Kevin Schiller    | Patrick Hofmann    | Kevin Schiller   | Hermann Hoyh         | Kevin Schiller     | Hermann Hoyh         |
| 2016 | Pete Herman          | Christian Fröhlich | Pete Herman       | Jonas Dohr         | Leon Kohl        | Moritz Neuhausen     | Luca Menn          | Moritz Neuhausen     |
| 2017 | Jacques Wollschläger | Niklas Vogel       | Anton Hastedt     | Dennis Laszkowski  | Moritz Neuhausen | Mario Gulic          | Christian Fröhlich | Niklas Vogel         |
| 2018 | Dennis Laszkowski    | Joel Schröder      | Boris Ivanovski   | Daniel Schmid      | Moritz Neuhausen | Jacques Wollschläger | Dennis Laszkowski  | Moritz Neuhausen     |
| 2019 | Dennis Laszkowski    | Yuma Dörner        | Dennis Laszkowski | Moritz Neuhausen   | Clemens Ebert    | Adrian Reinecke      | Dennis Laszkowski  | Yuma Dörner          |

### U-19-Juniorinnen
| Jahr | 14/1 endlos          | 14/1 endlos        | 8-Ball               | 8-Ball           | 9-Ball                | 9-Ball                 | 10-Ball               | 10-Ball                |
| Jahr | Siegerin             | Finalistin         | Siegerin             | Finalistin       | Siegerin              | Finalistin             | Siegerin              | Finalistin             |
| ---- | -------------------- | ------------------ | -------------------- | ---------------- | --------------------- | ---------------------- | --------------------- | ---------------------- |
| 2010 | Simone Künzl         | Stefanie Hentschel | Simone Künzl         | Miriam Steiner   | Linda Braun           | Miriam Steiner         | –                     | –                      |
| 2011 | Miriam Steiner       | Natascha Marczok   | Miriam Steiner       | Linda Vetten     | Stefanie Finke        | Linda Vetten           | Miriam Steiner        | Linda Vetten           |
| 2012 | Veronika Ivanovskaia | Denise Nottebaum   | Veronika Ivanovskaia | Natascha Marczok | Veronika Ivanovskaia  | Laura Christina Hölzer | Natascha Marczok      | Veronika Ivanovskaia   |
| 2013 | Sabrina Hammer       | Liza Giese         | Veronika Ivanovskaia | Sabrina Hammer   | Veronika Ivanovskaia  | Laura Christina Hölzer | Veronika Ivanovskaia  | Laura Christina Hölzer |
| 2014 | Doris Kellerer       | Chanthal Bodem     | Doris Kellerer       | Jana Krumbe      | Doris Kellerer        | Chanthal Bodem         | Doris Kellerer        | Chanthal Bodem         |
| 2015 | Emily Heidergott     | Paula Bachmaier    | Jana Peters          | Emily Heidergott | Jana Peters           | Emma Sue Schiller      | Pia Blaeser           | Chanthal Bodem         |
| 2016 | Emily Heidergott     | Chiara Böhmer      | Pia Blaeser          | Jana Peters      | Jana Peters           | Pia Blaeser            | Pia Blaeser           | Emily Heidergott       |
| 2017 | Natalia Gabriel      | Chiara Böhmer      | Paula Bachmaier      | Alina Brummer    | Paula Bachmaier       | Maximiliana Neuhausen  | Maximiliana Neuhausen | Marie Kanngießer       |
| 2018 | Chiara Böhmer        | Natalia Gabriel    | Alina Brummer        | Natalia Gabriel  | Maximiliana Neuhausen | Alina Brummer          | Chiara Böhmer         | Natalia Gabriel        |
| 2019 | Vivien Heine         | Alina Brummer      | Alina Brummer        | Vivien Heine     | Vivien Heine          | Marie Kanngießer       | Vivien Heine          | Chiara Böhmer          |

### U-17-Juniorinnen
| Jahr | 14/1 endlos          | 14/1 endlos       | 8-Ball               | 8-Ball            | 9-Ball               | 9-Ball               | 10-Ball              | 10-Ball         |
| Jahr | Siegerin             | Finalistin        | Siegerin             | Finalistin        | Siegerin             | Finalistin           | Siegerin             | Finalistin      |
| ---- | -------------------- | ----------------- | -------------------- | ----------------- | -------------------- | -------------------- | -------------------- | --------------- |
| 2010 | Veronika Ivanovskaia | Celina Visconti   | Veronika Ivanovskaia | Jessica Waldecker | Veronika Ivanovskaia | Sabrina Hammer       | –                    | –               |
| 2011 | Pia Blaeser          | Nathalie Seichter | Veronika Ivanovskaia | Doris Kellerer    | Sabrina Hammer       | Veronika Ivanovskaia | Veronika Ivanovskaia | Pia Blaeser     |
| 2012 | Pia Blaeser          | Emily Heidergott  | Nathalie Seichter    | Pia Blaeser       | Chanthal Bodem       | Jana Peters          | Emily Heidergott     | Doris Kellerer  |
| 2013 | Jana Peters          | Pia Blaeser       | Emily Heidergott     | Paula Bachmaier   | Emily Heidergott     | Pia Blaeser          | Pia Blaeser          | Paula Bachmaier |
| 2014 | Pia Blaeser          | Jana Peters       | Emily Heidergott     | Jana Peters       | Emily Heidergott     | Pia Blaeser          | Emily Heidergott     | Pia Blaeser     |